# Origny-le-Butin
Origny-le-Butin är en kommun i departementet Orne i regionen Normandie i nordvästra Frankrike. Kommunen ligger i kantonen Bellême som tillhör arrondissementet Mortagne-au-Perche. År 2018 hade Origny-le-Butin 96 invånare.

## Befolkningsutveckling
Antalet invånare i kommunen Origny-le-Butin
| Referens: INSEE |